# Parametri RAM
I parametri RAM individuano tre caratteristiche fondamentali nel campo della manutenzione di un sistema o apparato. RAM è infatti acronimo di Reliability (affidabilità), Availability (disponibilità), Maintainability (manutenibilità).

## Parametri
Come stabilito dalle norme UNI 10147, si intende:
- per affidabilità di un sistema, la probabilità che il sistema operi nei modi prestabiliti, come da specifiche di funzionamento, per un dato periodo di tempo, secondo le specifiche condizioni operative prescritte;
- per disponibilità di un sistema, la probabilità che il sistema, ad un dato istante, sia in grado di svolgere le funzioni prestabilite, come da specifiche di funzionamento, nelle condizioni operative prescritte, supponendo che siano stati assicurati gli opportuni interventi di manutenzione necessaria al suo mantenimento in efficienza;
- la manutenibilità è la proprietà di un sistema ad essere manutenuto, definita come la probabilità che un'azione di manutenzione attiva possa essere eseguita durante un intervallo di tempo dato, in condizioni date mediante l'uso di procedure e mezzi prescritti. In generale i requisiti qualitativi di manutenibilità sono riconducibili ad accessibilità, estraibilità e manipolabilità.

## Normativa
I parametri RAM derivano dalla norma UNI 10147, che a sua volta riprendeva la UNI 9910 definendo la manutenzione come la “Combinazione di tutte le azioni tecniche ed amministrative, incluse le azioni di supervisione, volte a mantenere o a riportare una entità in uno stato in cui possa eseguire la funzione richiesta”. Nell'anno 2003 le norme UNI 9910 e UNI 10147 furono poi sostituite dalla UNI EN 13306, in base alla quale la manutenzione è la “Combinazione di tutte le azioni tecniche, amministrative e gestionali, previste durante il ciclo di vita di un'entità, destinate a mantenerla o riportarla in uno stato in cui possa eseguire la funzione richiesta”.

### Testi di carattere interdisciplinare
- S.B. Blanchard, Design and Manage to Life Cycle Cost, Forest Grove, Weber System, 1978.
- S.B. Blanchard, Logistics Engineering and Management, 4ª ed., Englewood Cliffs, New Jersey, Prentice-Hall, Inc., 1992.
- S.B. Blanchard, Maintainability: A Key to Effective Serviceability and Maintenance Management, New York, John Wiley & Sons Inc., 1995.
- E. Cescon, M. Sartor, La Failure Mode and Effect Analysis (FMEA), Milano, Il Sole 24 ore, 2010, ISBN 978-88-6345-130-6.
- R. Denney, Succeeding with Use Cases: Working Smart to Deliver Quality, Addison-Wesley Professional Publishing, 2005.
- C.E. Ebeling, An Introduction to Reliability and Maintainability Engineering, Boston, McGraw-Hill Companies, Inc., 1997.
- K.C. Kapur, L.R. Lamberson, Reliability in Engineering Design, New York, John Wiley & Sons, 1977.
- L. Leemis, Reliability: Probabilistic Models and Statistical Methods, Prentice-Hall, 1995, ISBN 0-13-720517-1.
- P. D. T. O'Connor, Practical Reliability Engineering, 4ª ed., New York, John Wiley & Sons, 2002.
- J.D. Patton, Maintanability and Maintenance Management, North Carolina, Instrument Society of America, Research Triangle Park, 1998.
- M. Broccoletti, Gli strumenti della Qualità, http://www.lulu.com, 2013.
- E. Grassani L'errore come causa di infortunio  2022  Editoriale Delfino Milano 2022, ISBN 978-88-31221-68-9

### Testi specifici per il campo dell'edilizia
- AA. VV., La qualità edilizia nel tempo, Milano, Hoepli, 2003.
- Bruno Daniotti, Durabilità e manutenzione in edilizia, Torino, UTET, 2012.
- Vittorio Manfron, Qualità e affidabilità in edilizia, Milano, Franco Angeli, 1995.
- UNI, UNI 11156-1, Valutazione della durabilità dei componenti edilizi. Terminologia e definizione dei parametri di valutazione, 2006.
- UNI, UNI 11156-2, Valutazione della durabilità dei componenti edilizi. Metodo per la propensione all’affidabilità, 2006.
- UNI, UNI 11156-3, Valutazione della durabilità dei componenti edilizi. Metodo per la valutazione della durata (vita utile), 2006.